# Jean Peuziat
Jean Peuziat, né le 1er avril 1924 à Pouldavid-sur-Mer (Finistère) et mort le 17 avril 2008 à Quimper, est un homme politique français. Il est député de la 7e circonscription du Finistère de 1981 à 1988.

## Détail des fonctions et des mandats
Mandats parlementaires
- 21 juin 1981 - 1er avril 1986 : Député de la 7e circonscription du Finistère
- 16 mars 1986 - 14 mai 1988 : Député du Finistère